# 陳鑑林
陳鑑林，GBS，JP（1949年1月22日—），出生於廣東汕頭，前香港立法會議員，選舉組別為九龍東（地方選區）以及現為民主建港協進聯盟中央及常務委員，他同時也是前觀塘區議會坪石區區議員。

## 從政之路
陳鑑林早年在黃大仙徙置區及牛頭角下邨14座成長，1964年畢業於救世軍光明學校下午校，同年入讀九龍城中西英文書院中一年級，與前無綫電視高層曾醒明為同屆同學，在校期間成績優異。1969年於該校中五畢業後，入讀香港工業專門學校。他曾為海員，於觀塘新區居住。根據1994年5月的壹週刊，陳鑑林在澳洲當海員期間，聲稱曾遭受澳洲白人的種族歧視辱駡。
1988年香港區議會選舉，陳鑑林在中牛頭角選區當選觀塘區議員，他的從政之路就此開始。1995年參選市政局，被已故觀塘區議員歐玉霞擊敗，但同年陳鑑林透過選舉委員會界別當選立法局議員，其後於翌年獲推選為香港臨時立法會議員。1998年，陳鑑林參選1998年香港立法會選舉的選舉委員會選舉，成功當選為選舉委員會的10位議員之一，並於1999年、2003年連任觀塘區議會坪石選區區議員。
2000年，陳鑑林夥拍陳婉嫻、林文輝、陳再綱參選2000年香港立法會選舉的九龍東直選，最後他和陳婉嫻雙雙當選。
2004年，陳鑑林夥拍蔡鎮華、陳德明參選2004年香港立法會選舉的九龍東直選，最後成功連任。
2008年，陳鑑林夥拍黎榮浩、陳曼琪、洪錦鉉參選2008年香港立法會選舉的九龍東直選，最後他的名單成為九龍東「票王」，成功連任。
2012年，陳鑑林夥拍黎榮浩、洪錦鉉、柯創盛參選2012年香港立法會選舉的九龍東直選，再度成為九龍東「票王」，成功連任。
2015-2016年度期間，陳鑑林與陳偉業等人已於立法會出席香港段高鐵審議的超支撥款，雖然有關工程引起不少爭議，但由於泛民主派阻礙表決失敗，有關高鐵超支撥款的議案在民建聯的財委會副主席陳鑑林護航下，獲強行表決通過。
2016年9月30日，陳鑑林不競逐連任，並卸任香港立法會，結束18年的立法會議員生涯。

## 學歷及專業資格
- 香港工業專門學校（香港理工大學前身）（1971）

## 爭議

### 政治立場
陳鑑林是民建聯中強硬派代表人物，泛民主派對他並無好感，關係不佳。他的言論備受爭議，經常強烈批評民主派人士。
但他亦曾於六四事件發生期間刊登廣告支持北京學生。

### 50萬市民遊行是「被人誤導」言論
2003年7月1日，香港舉行反香港基本法第二十三條立法大遊行（七一大遊行）。陳在天后地鐵站接受香港無線電視訪問時，聲稱市民因「被人誤導」才參與遊行，即場惹來參與遊行的市民喝倒采，亦曾經被坊間戲稱他為「誤導林」。

### 2004年香港立法會選舉
2004年8月22日，由港台舉辦的選舉論壇中，陳鑑林以鄭經翰「沒有禮貌」為由，拒絕回應他的批評。

### 2008年香港立法會選舉
由香港電台舉辦的選舉論壇中，陳鑑林被指曾反對2005年11月16日的「公平競爭法」議案，但卻在論壇上稱民建聯支持公平競爭法。

### 支持梁展文
對於前房屋署長梁展文退休後轉投新世界集團引起社會爭議一事，陳鑑林表示社會在未有證據情况下懷疑梁展文有利益衝突，並不公平，又質疑社會是否要做到恍如文革時般「無啦啦秤人出來審」，建議社會不應封殺退休高官的再就業機會，言論引起爭議。陳鑑林及後亦拒絕就其言論道歉。

### 2009年立法會進行政制辯論
2009年1月7日，立法會進行政制辯論期間，陳偉業大罵林瑞麟被逐，在被逐期間，陳鑑林說：“走就走啦。”陳偉業立即喝罵說：“你們都是狗！”又叫囂道：“想打我呀？”之後再連喊他是「狗奴才」，不過陳鑑林沒作聲。

### 非法霸佔官地及僭建
2011年5月，陳鑑林被揭發其丁屋大宅有三處地方違規僭建，且放置其雜物的貨櫃非法擺放在村口政府土地超過半年。地政總署在2010年11月15日接獲居民投訴並作視察，並於同年12月13日在該貨櫃張貼警告信，指陳鑑林非法佔用政府土地，限令14天內搬走，但陳鑑林卻無視地政總署的要求。地政總署再於2011年4月28日，再次到場張貼警告信，要求陳鑑林需要2011年4月30日前把貨櫃搬走，但陳鑑林卻再一次無視地政總署的要求。陳鑑林回應指丁屋僭建屬於平常之事，無需申請。香港立法會房屋事務委員會主席李永達批評，陳鑑林身為立法會議員仍然知法犯法，事態十分嚴重。

### 盛事基金撥款舉辦龍師節爭議
2014年4月17日審計報告指「盛事基金」其中一個資助項目「龍獅節」安排有關連的組織參與表演，沒有申報利益。籌委會召集人陳鑑林強調表演名單都有上報。盛事基金其中一個資助項目龍獅節舉辦了四年，共獲撥款五百多萬元，被指涉嫌利益衝突。根據籌委會的網頁，召集人是民建聯立法會議員陳鑑林，副召集人和龍獅總召集人是夏德健和譚定邦。而夏德健的夏國璋龍獅團及譚定邦的香港發強體育總會過去都有參與龍獅節表演。 審計報告指，籌委會沒有按規定就關連組織參與可能的利益衝突申報及尋求批准。陳鑑林表示有上報名單，但就沒有說明彼此的關係，因為覺得盛事基金秘書處會知道。 陳鑑林指：我覺得責任不在我們這邊，當然知道(關係)，夏國璋有誰不認識？夏德建有誰不認識？所有參與龍獅隊伍的收費，都是低於市價，沒有瓜田李下，如果不是因為這樣的關係，亦都沒有辦法組織到相關那麼多龍獅隊伍。沒關係，我們的數是很清楚的，如果廉政公署要查我們，會完全配合，給所有的資料，那些都是公開的。 至於被指誇大有薪職位數量，又沒有發票、招聘及薪酬等記錄，陳鑑林解釋是以龍獅隊的數目來計算，並非以「人頭」計。陳鑑林任籌委會召集人的「香港龍獅節」涉向關連組織採購，主辦單位應在盛事舉辦後遞交活動申報，容偉雄昨被多番追問下終透露「（陳鑑林）最近一次活動（即今年的龍獅節）都未遞交（申報表）」。

### 未有投票支持政改方案
2015年6月17至18日，立法會討論及表決普選方案。泛民及醫學界梁家騮事前表明不接受全國人大常委會規定特首參選人需取得過半提委支持才能成為候選人，議案難以獲三分之二議員支持通過。當天建制派聲稱為了等待遲到的劉皇發一起表決，包括陳鑑林在內大部份建制派離場，意圖令會議流會，讓劉趕及回來。然而部份建制派並未有一起離場，導致會議有足夠人數繼續進行，最後立法會以廿八票對八票大比數否決政改方案。事後建制派議員紛紛到中聯辦交待事件。
6月17日就政改發言時，陳指港人追求民主，實現普選的機會就在眼前，更表示反對方案的就是反民主。陳又批評泛民主派綑綁投票，反問為何泛民成員不能自願投票。然而翌日陳鑑林與民建聯等一起離場，亦未有「自願投票」支持政改。

### 高鐵剪布爭議
2015-2016年在立法會審議高鐵的超支撥款，雖然有關工程引起不少爭議，但由於泛民主派阻礙表決失敗，有關高鐵超支撥款的議案在民建聯的財委會副主席陳鑑林護航下，獲強行表決通過。

## 公共服務
- 香港立法會議員
- 立法會房屋事務委員會主席（2000 - 2001，2002 - 2003，2004 - 2005）
- 立法會房屋事務委員會副主席（2001 - 2002，2003 - 2004）
- 香港房屋委員會委員
- 市區重建局董事會成員
- 香港按揭證券公司董事
- 證券及期貨事務監察委員會非執行董事
- 經濟及就業委員會委員
- 香港中文大學校董
- 觀塘民聯會會長
- 觀塘區議會議員（1999 － 2007）
- 民主建港聯盟中央及常務委員
- 九龍社團聯會副會長
- 九龍東區各界聯會常務會董
- 立法會財務委員會副主席（1998 - 2000）
- 立法會貿易及工業事務委員會主席（1998 - 2000）
- 臨時立法會人力事務委員會主席（1997 - 1998）
- 臨時立法會政府帳目委員會副主席（1997 - 1998）
- 立法局議員（1995 - 1997）
- 觀塘臨時區議會議員（1997 - 1999）
- 觀塘區議會民選議員（1988 - 1997）
- 區事顧問（1994 - 1997）
- 雙語法例諮詢委員會委員（1995 - 1997）

## 家庭背景
妻子曾衞明是新界原居民，外父曾生（又名曾伯貴）為沙田坳十二笏的村長及曾為居民代表。他與太太共有三名子女。其中長子陳俊傑曾經是觀塘區議會坪石區區議員，女兒陳詠欣為建築師及十二笏居民代表。